# Baza Danych Odpadowych
Baza danych o produktach i opakowaniach oraz o gospodarce odpadami (BDO) – zintegrowany system teleinformatyczny, w skład którego wchodzi funkcjonujący od dnia 24 stycznia 2018 r. Rejestr-BDO oraz moduły ewidencji i sprawozdawczości, które zgodnie z ustawą z dnia 14 grudnia 2012 r. o odpadach (Dz.U. z 2023 r. poz. 1587) zostały uruchomione od 1 stycznia 2020 r.

## Korzyści
Baza danych o odpadach ma za zadanie uszczelnić system gospodarowania odpadami, zwiększyć skuteczność walki z szarą strefą i dzikimi wysypiskami oraz poprawić poziom recyklingu. Dzięki systemowi użytkownicy będą realizować obowiązki ewidencyjne i sprawozdawcze wyłącznie elektronicznie, co pozwoli na gromadzenie i zarządzanie wszystkimi informacjami o odpadach.
Do najważniejszych korzyści wprowadzenia bazy danych o produktach i opakowaniach oraz o gospodarce odpadami należą m.in.:
- zwiększenie kontroli nad krajową gospodarką odpadami oraz zapewnienie monitoringu przepływu strumieni odpadów przez umożliwienie prowadzenia ewidencji odpadów w BDO
- optymalizacja procesu sprawozdawczości z prowadzonej gospodarki odpadami
- optymalizacja procesów wpisu do Rejestru-BDO, aktualizacji danych oraz wykreślenia podmiotów z rejestru przez wprowadzenie formy elektronicznej
- ograniczenie nieprawidłowości w sektorze gospodarki odpadami[1].

## Obowiązek wpisu do rejestru
Obowiązek wpisu do Rejestru BDO oraz, od 1 stycznia 2020 r., prowadzenia w nim ewidencji i sprawozdawczości odpadów dotyczy przedsiębiorców, którzy:
- wytwarzają odpady oraz prowadzą ewidencję tych odpadów
- wprowadzają na terytorium kraju produkty w opakowaniach, opony, oleje smarowe, pojazdy, baterie lub akumulatory, sprzęt elektryczny i elektroniczny
- produkują lub importują opakowania albo kupują je w ramach transakcji wewnątrzwspólnotowych (od firm unijnych).

Wpis do Rejestru BDO powinny posiadać podmioty wymienione w art. 50 ust. 1 ustawy z dnia 14 grudnia 2012 r. o odpadach. O tym, czy firma powinna znajdować się w rejestrze decyduje obszar, w którym podmiot prowadzi działalność, a także zakres tej działalności oraz ilość i rodzaj odpadów, jakie produkuje.

### Podmioty zwolnione z rejestracji BDO
Nie wszystkie podmioty działające w gospodarce odpadami mają obowiązek rejestracji w Bazie danych o produktach i opakowaniach oraz o gospodarce odpadami (BDO). Zgodnie z ustawą z dnia 14 grudnia 2012 r. o odpadach, istnieją wyjątki zwalniające z obowiązku uzyskania wpisu do Rejestru-BDO.
Zwolnione z obowiązku rejestracji są m.in. podmioty, które:
- nie mają obowiązku prowadzenia ewidencji odpadów,
- nie wprowadzają na rynek produktów, opakowań, sprzętu elektrycznego, baterii, akumulatorów itp.,
- korzystają z odpadów na potrzeby własne lub działają nieprofesjonalnie w ograniczonym zakresie.

### Przykłady podmiotów zwolnionych z rejestracji BDO
Wpisowi do Rejestru-BDO nie podlega:
- Osoba fizyczna oraz jednostka organizacyjna niebędąca przedsiębiorcą, która wykorzystuje odpady na potrzeby własne (art. 50 ust. 1 pkt 1 ustawy o odpadach).
- Podmiot posiadający grunt, na którym stosowane są komunalne osady ściekowe do:
  - uprawy roślin przeznaczonych do produkcji kompostu,
  - uprawy roślin nieprzeznaczonych do spożycia i do produkcji pasz (art. 50 ust. 1 pkt 2).
- Podmiot prowadzący nieprofesjonalną działalność w zakresie zbierania odpadów opakowaniowych oraz zużytych artykułów konsumpcyjnych (np. apteki zbierające przeterminowane leki), o ile odbywa się to w sposób nieregularny i na małą skalę (art. 50 ust. 1 pkt 3).
- Podmiot transportujący wyłącznie wytworzone przez siebie odpady, bez zlecania transportu innym podmiotom (art. 50 ust. 1 pkt 5).
- Rolnik będący wytwórcą odpadów, prowadzący gospodarstwo rolne o powierzchni mniejszej niż 75 ha, pod warunkiem że odpady nie są niebezpieczne (art. 51 ust. 2).
- Sklepy i hurtownie, które:
  - nie oferują klientom toreb z tworzyw sztucznych, lub
  - oferują wyłącznie bardzo lekkie torby (do 15 mikrometrów), niepodlegające opłacie recyklingowej (zgodnie z ustawą o gospodarce opakowaniami i odpadami opakowaniowymi).
- Osoby fizyczne prowadzące działalność gospodarczą lub przedsiębiorcy, którzy wytwarzają jedynie odpady komunalne, objęte gminnym systemem odbioru, i nie wytwarzają innych odpadów (art. 50 ust. 1 pkt 4).
- Podmioty zlecające usługę budowy, remontu, sprzątania czy konserwacji innemu wykonawcy, jeśli na mocy umowy usługodawca przejmuje obowiązek zagospodarowania odpadów jako ich wytwórca (art. 3 ust. 1 pkt 32 lit. b).

### Kategorie i ilości odpadów zwolnione z ewidencji
Rodzaje odpadów i ilości odpadów, dla których nie ma obowiązku prowadzenia ewidencji odpadów, określa załącznik do Rozporządzenia Ministra Klimatu i Środowiska z dnia 5 listopada 2024 r. w sprawie rodzajów i ilości odpadów, dla których nie ma obowiązku prowadzenia ewidencji odpadów (Dz.U. z 2024 r. poz. 1644).
Objaśnienia dotyczące zwolnienia wynikające z ustawy o odpadach są także opisane w dokumencie "Objaśnienia prawne Ministra Klimatu dotyczące obowiązku rejestracji w BDO".

## Elektroniczna ewidencja odpadów oraz sprawozdawczość
Od 1 stycznia 2020 r. przez konto w BDO, prowadzona jest elektroniczna ewidencja odpadów. Tego typu dokumentacja zastąpi karty przekazania odpadów, karty ewidencji odpadów, karty ewidencji komunalnych osadów ściekowych czy karty ewidencji zużytego sprzętu elektrycznego i elektronicznego.
Do prowadzenia ewidencji odpadów zobowiązany jest każdy posiadacz odpadów.
Zgodnie z przepisami sprawozdania o wytwarzanych odpadach i o gospodarowaniu odpadami musi sporządzać każdy wytwórca, który ma obowiązek do prowadzenia ewidencji odpadów.
Dotychczas dane z papierowych sprawozdań były wprowadzane do BDO za pośrednictwem elektronicznego formularza wypełnianego na indywidualnym koncie w BDO.
Od 1 stycznia 2020 r. sprawozdania będą przygotowywane elektronicznie w BDO – nie będzie trzeba ich przenosić z dokumentacji papierowej. Docelowo dane do sprawozdań będą pobierane automatycznie z dokumentów wprowadzonych do ewidencji.
Zakres danych podawanych w sprawozdaniu będzie różny dla różnych kategorii posiadaczy odpadów.

## Obowiązek umieszczania numeru rejestrowego na dokumentach
Wszystkim przedsiębiorcom zarejestrowanym w BDO właściwy marszałek województwa przydziela indywidualny numer rejestrowy.
Firmy, które wnoszą opłatę rejestrową i opłatę roczną muszą umieszczać ten numer na dokumentach związanych z działalnością w zakresie wprowadzanych opakowań, produktów i odpadów. Dotyczy to w szczególności: 
- faktur VAT
- paragonów fiskalnych
- umów kupna-sprzedaży
- sprawozdań
- kart przekazania i ewidencji odpadów.

Obowiązek umieszczania numeru rejestrowego na dokumentach związanych z prowadzoną działalnością mają:
- wprowadzający sprzęt elektryczny i elektroniczny oraz autoryzowani przedstawiciele
- wprowadzający baterie lub akumulatory
- wprowadzający pojazdy
- producent, importer i wewnątrzwspólnotowy nabywca opakowań
- wprowadzający na terytorium kraju produkty w opakowaniach
- wprowadzający na terytorium kraju opony
- wprowadzający na terytorium kraju oleje smarowe[1].

## Kary administracyjne
Sankcją za niestosowanie przepisów ustawy w zakresie BDO może być grzywna lub areszt wymierzane przez sądy oraz administracyjne kary pieniężne nakładane przez Wojewódzkiego Inspektora Ochrony Środowiska.
Administracyjna kara pieniężna jest nakładana m.in. za:
- prowadzenie działalności bez wymaganego wpisu do Rejestru BDO
- nieumieszczanie numeru rejestrowego, nadawanego przy okazji rejestracji w Rejestrze BDO na dokumentach sporządzanych w związku z prowadzoną działalnością.

Administracyjna kara pieniężna wynosi od 5000 zł do 1 mln zł.
Szczegółowe przepisy karne dotyczące podmiotów z obowiązkiem rejestracji w systemie BDO opisane są w Dziale X pt. "Przepisy karne i administracyjne kary pieniężne", który zawiera ustawa z dnia 14 grudnia 2012 r. o odpadach.